# Juan de los Ríos
Fray Juan de los Ríos y Berriz Castañeda de Santa Cruz O.P. (* Lima, 1612? - † Santa Cruz de la Sierra, 1692), fue un religioso dominico que ocupó altos cargos eclesiásticos y académicos en el Virreinato del Perú. Rector de la Universidad de San Marcos, provincial de su Orden y obispo de Santa Cruz de la Sierra.

## Biografía
Sus padres fueron el capitán Juan de los Ríos Berriz, alcalde ordinario de Lima e hijo del Secretario Álvaro Ruiz de Navamuel, y Floriana Castañeda de San Cruz y Padilla, ambos limeños. A los 13 años renunció al mayorazgo fundado por su padre para ingresar a la orden dominica. Estudió Humanidades y Teología en el Convento Grande del Rosario, donde se graduó de Presentado (1644), y luego fue maestro y regente de estudios en otros colegios provinciales.
Asumió la cátedra de Prima de Teología Moral, que su tío Feliciano de Vega y Padilla había fundado en la Universidad de San Marcos, a fin de instruir a los clérigos en las obligaciones de su ministerio. Incluso, por elección del claustro ejerció el rectorado (1647). Durante esta época publicó Acción de gracias, prevención de penitencias y enmienda de culpas. Fiestas que celebró esta Ciudad de los Reyes... por haberla librado misericordiosamente Dios de tres repetidos temblores (1648). Graduado de Doctor en Teología (1650), prefirió renunciar a su cátedra para retirarse a la recolección que su congregación tenía en Magdalena (1652). Obtuvo la borla de maestro (1657) y fue elegido prior de dicha casa.
Nombrado Provincial, durante su gestión (1677-1682) se preocupó por la total refacción del templo de Santo Domingo, a la construcción de una nueva biblioteca en el Convento Grande, a la restauración del colegio que adoptó el nombre de San Juan, e incluso estimuló la elaboración de la obra de Juan Meléndez sobre la crónica de la provincia de San Juan Bautista y auspició su vija a Roma para que se imprimiera. Preconizado a la vacante diócesis de Santa Cruz de la Sierra (1686) y expedidas las bulas respectivas (1687), asumió el gobierno episcopal y murió en dicha ciudad.
| Predecesor: Ildefonso Corbacho de Zárate | Rector de la Universidad de San Marcos 1647 - 1648 | Sucesor: Baltasar de Orozco y Carrasco |